# Astyanax (thần thoại)
Trong thần thoại Hy Lạp, Astyanax (/əˈstaɪ.ənæks/; tiếng Hy Lạp cổ: Ἀστυάναξ Astyánax, "người bảo vệ thành") là con trai của hoàng tử Hector thành Troy với công chúa Andromache. Một cái tên khác của Astynax là Scamandrius (tiếng Hy Lạp: Σκαμάνδριος Skamandrios) được đặt theo tên của dòng sông Scamander.
Trong chiến tranh thành Troy, Astyanax bị tướng Neoptolemus (con trai của á thần Achilles) giết bằng cách ném qua bức tường thành. Neoptolemus cũng là người giết ông nội của Astyanax là vua Priam khi ông khoảng 80 tuổi.